# Dragon Soul
„Dragon Soul” jest siódmym singlem śpiewanym przez Takayoshiego Tanimoto. Zagrał tę piosenkę wraz z gitarzystą i kompozytorem Takafumim Iwasakim w specjalnym duecie, również pod nazwą Dragon Soul. Został wydany na CD 20 maja 2009 roku w normalnej i limitowanej edycji, zawierającej dodatkowo kartę z gry karcianej Dragon Ball Kai Dragon Battlers. Singel ten został wykorzystany jako opening do anime Dragon Ball Kai. Utwór znajdował się w tygodniowym rankingu Oricon przez 18 tygodni, był na pozycji 23.

## Lista utworów
1. "Dragon Soul"
  - Autor: Takayoshi Tanimoto (Dragon Soul)
2. "Muteki Aura no Energy" (jap. 無敵AURAのエナジー Muteki Ōra no Enajī)
  - Autor: Dragon Soul (Takayoshi Tanimoto i Takafumi Iwasaki)
3. "Dragon Soul (Original Karaoke)"
4. "Muteki Aura no Energy (Original Karaoke)"